# Корчак, Ежи
Ежи Корчак (пол. Jerzy Korczak, имя при рождении Ежи Йосеф Кэйнер; род. 16 февраля 1927 года, Краков, ум. 16 октября 2021 года, Краков) — польский писатель, прозаик и сатирик. Лауреат премии польского PEN клуба (1990).

## Биография
Родился в Кракове в ассимилированной еврейской семье. Отец адвокат Самуил (Станислав) Кэйнер (род. 1888 в Вадовице, доктор права Ягеллонского университета (1912), сын Арона (Адольфа) и Гендли (Густы Гингер)), мать Мария Амалия (Ландсбергер; род. 1893, дочь Соломона и Леи (Мирих)). Со стороны отца кузен писателя Александра Земного. Фамилию официально сменил на Корчак вместе с отцом и братом Яном сразу по окончании II мировой войны.
В 1941 году, вместе с матерью, попал в Краковское гетто, откуда смог сбежать, затем в 1943—1944 годах скрывался в Варшаве и Отвоцке, благодаря помощи Ирены Сендлер и Юлиана Гробельного. Был сотрудником подпольной прессы.  Мать погибла в лагере смерти Белжец, отец и брат были высланы вглубь Советского Союза.
В августе 1944 года, когда его отряд двигался на помощь сражающейся Варшаве, был задержан НКВД и заключен в лагерь на Майданеке. Затем, после фильтрации, направлен в Офицерскую школу Войска Польского № 2 в Люблине, которую закончил в звании хорунжего. Оттуда был направлен в 69-й полк противовоздушной артиллерии 2 армии Войска Польского и участвовал в Лужицкой операции. До 1948 года служил в Народном Войске Польском. В 1944—1948 был членом Польской рабочей партии, а в 1948—1983 членом Польской объединённой рабочей партии.
В конце 1946 года вместе с отцом выехал в Бразилию, где в Рио-де-Жанейро жил брат его матери, с намерением эмиграции, однако быстро разочаровался в жизни там и вернулся в Польшу.
По возвращении сдал экстерном экзамены на аттестат зрелости в Кракове, учился на Дипломатическо-Консульском факультете Академии политических наук в Варшаве. Впервые опубликовал своё произведение в приложении к газете Dziennik Polski в 1947 году. В 1949—1950 работал в Министерстве иностранных дел. С 1950 года — редактор Польского радио в Кракове. После венчания в костёле (которое провёл поверенный его жены ксёндз Франтишек Махарский, будущий кардинал) по настоянию партийных властей покинул Краков.
С 1952 года жил в Познани, где был организатором, а в 1953—1962 годах и директором Театра Сатиры. Также был литературным руководителем Драматического театра в Познани (1958—1961) и Театра имени Александра Фредры в Гнезно (1956—1957). После смерти жены в 2001 году вернулся в Краков.
Был членом Союза польских писателей и Товарищества детей Холокоста.

## Личная жизнь
Был женат на Тересе Микульской (1927—2001), дочери Сильвиуша Микульского. Их дочь, Ева Корчак-Томашевская (род. 1951), живёт в Лилле, скульптор. Двое внуков — Ян и Анна. Был любителем лыж и тенниса.

## Награды и премии
Был награждён несколькими государственными наградами: Офицерский и кавалерский кресты ордена Возрождения Польши, Крест Храбрых и серебряная медаль «Заслуженным на поле Славы» и рядом литературных премий:
- 1960: городская премия Познани;
- 1966: премия III степени министра народной обороны за книгу Ключ от Берлина (Klucz do Berlina);
- 1990: премия польского PEN клуба за книгу Что ты за пани … (Cóżeś ty za pani…);
- 1990: артистическая премия города Познань;
- декабрь 2007: Краковская книга месяца за книгу мемуаров Укрощение страха (Oswajanie strachu).

## Творчество
Его собрание сочинений насчитывает 20 томов — повести, рассказы, исторические репортажи, публицистика, публиковавшихся как в Польше, так и в эмигрантских изданиях. В начале 1960-х в его творчестве доминировал гротеск — это было связано с его работой в театре, где он был литературным и художественным руководителем. В последующие годы он сосредоточился почти исключительно на темах, связанных со Второй мировой войной, в которой он участвовал в молодости. Он также был автором двух биографических книг, посвященных Яну Карскому, а также мемуаров: «Память простит тебе всё (Pamięć ci wszystko wybaczy)» (2001) — о выдающихся деятелях, с которыми он столкнулся в своей жизни, и «Укрощение страха (Oswajanie strachu)» (2007) — о его судьбе во время оккупации.

### Основные произведения
- Три свидания (Trzy spotkania) (1950)
- Сорок восемь звезд (Czterdzieści osiem gwiazd) (1953)
- Южный эпизод (Odcinek południowy) (1953)
- Деревянный вареник (Pierożek drewniany) (1960)
- Похороны с граммофоном (Pogrzeb z gramofonem) (1963)
- Между свастикой и трезубом (Między swastyką a trójzębem) (1964)
- Гамлетовка (Hamletówka) (1965)
- Ключ от Берлина (Klucz do Berlina) (1966)
- Поражение верного Гейнриха (Klęska wiernego Heinricha) (1967)
- Поморский вал 1945 (Wał Pomorski 1945) (1967)
- Проклятый холм 186.0 (Przeklęte wzgórze 186,0) (1968)
- Как на небе, так и на земле (Jak na niebie, tak i na ziemi) (1970)
- Ночь в Кведлинбурге (Noc w Quedlinburgu) (1971)
- Высокий крест (Wysoki krzyż) (1974)
- Прощание с боком Мартына (Pożegnanie z bekiem Martyną) (1974)
- Тревога на границе (Alarm na pograniczu) (1977)
- Разведчики (Zwiadowcy) (1977)
- Что ты за пани…: о боях армии «Познань», 1-12 сентября 1939 г. (Cóżeś ty za pani..: o walkach armii «Poznań» 1-12 września 1939 r.) (1979)
- Что ты за пани…: о боях армии «Познань», 12-19 сентября 1939 г. (Cóżeś ty za pani..: o walkach armii «Poznań» 12-19 września 1939 r.) (1983)
- Жестяные жетоны (Blaszane nieśmiertelniki) (1983)
- Заговорщики (Konspiratorzy) (1990)
- Легкое движение гусеницы (Nieznaczny ruch gąsienicy) (1992)
- Миссия последней надежды (Misja ostatniej nadziei) (1992) о Яне Карском
- Дела немецкого поляка (Przypadki niemieckiego Polaka) (1997)
- Заговорщики и предательство (Konspiratorzy i zdrada) (2000)
- Карский: биографическая повесть (Karski: opowieść biograficzna) (2001)
- Память простит тебе всё (Pamięć ci wszystko wybaczy) (2001)
- Укрощение страха (Oswajanie strachu) (2007)